# Купа (Грчка)
Купа (грч. Κούπα) је насељено место у општини Пеонија у периферији Средишња Македонија, Грчка. Према попису из 2021. године било је 76 становника.
Према бугарском географу и историчару, Василу Канчову, у Купи је 1900. године живело 600 Мегленских Влаха. У Купу су се повремено досељавале и словенске породице, те је било мешовитих бракова. Године 1925. иселило се осам породица у добруџанско село Казимир (тада Румунија). На попису из 1928. године у селу је било 445 становника. Македонски историчар Тодор Симовски, 1998. године наводи да је Купа мегленовлашко насеље.